# St. Josef (Gleidingen)

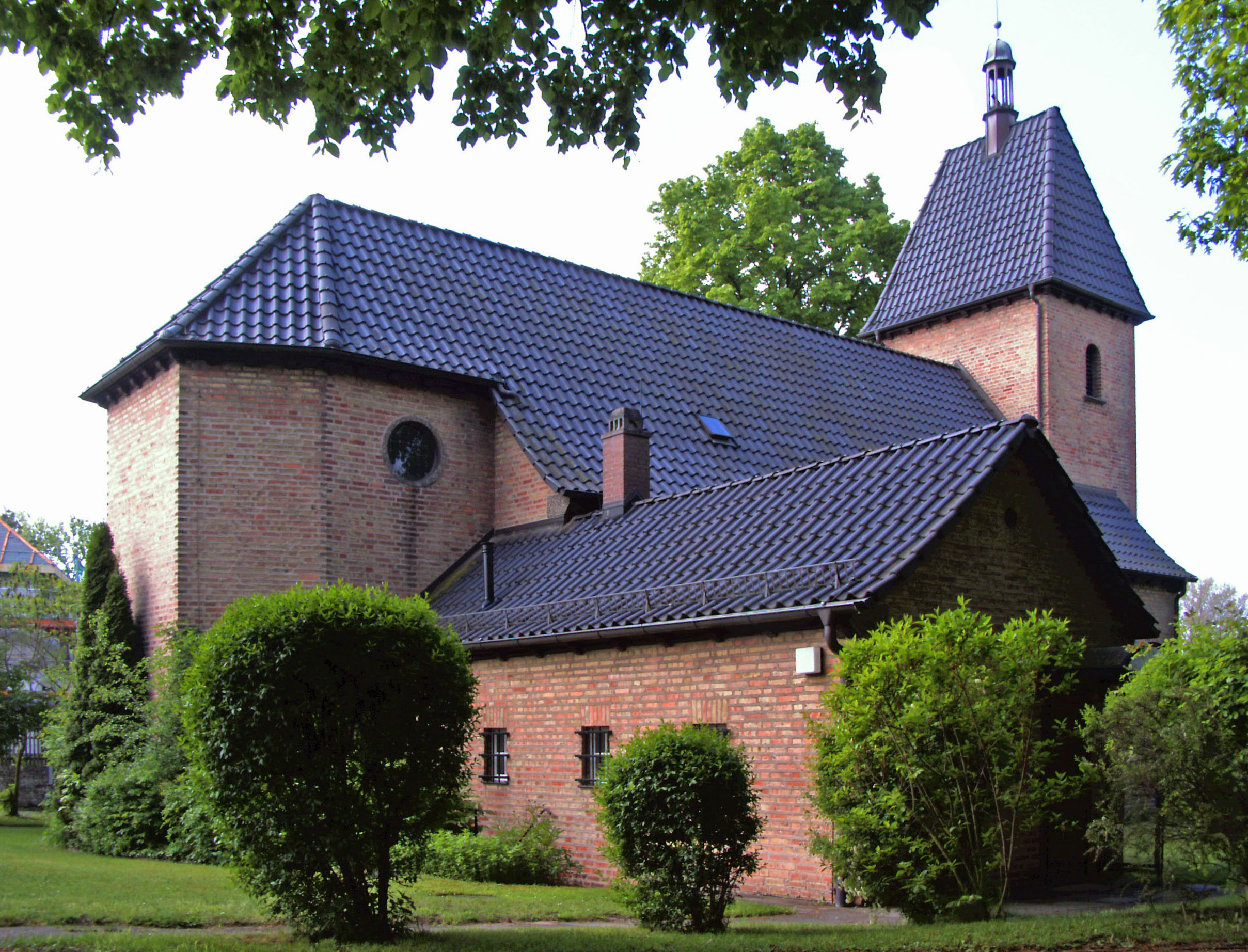
St.-Josef-Kirche

Die Kirche Sankt Josef ist die katholische Kirche in Gleidingen, einem Stadtteil der Stadt Laatzen in der Region Hannover in Niedersachsen. Das unter Denkmalschutz stehende Gotteshaus gehört als Filialkirche zur Laatzener Pfarrgemeinde St. Oliver, im Dekanat Hannover des Bistums Hildesheim. Die nach dem heiligen Josef von Nazaret benannte Kirche befindet sich am westlichen Ortsrand von Gleidingen, in der Straße „Zum Anger 8“ (Ecke Neuenbergsweg).

## Geschichte
Nachdem Gleidingen mit seiner St.-Gertruden-Kirche im 16. Jahrhundert durch die Einführung der Reformation evangelisch geworden war, siedelten sich erst wieder im 19. Jahrhundert, ausgelöst durch die Industrialisierung, Katholiken in Gleidingen an. Es handelte sich um Arbeiter, insbesondere aus Oberschlesien. Zu diesem Zeitpunkt gehörte Gleidingen zur Kirchengemeinde Heilige Dreifaltigkeit im etwa drei Kilometer entfernten Ruthe.
Zunächst wurde 1913 in Gleidingen an der Oesselser Straße eine katholische Schule errichtet. Von 1914 an bis zur Errichtung der Kirche fand in der Schule auch katholischer Gottesdienst statt.
Am 1. März 1938 begann der Bau der Kirche, am 19. Februar 1939 erfolgte ihre Benediktion durch Bischof Joseph Godehard Machens. Bereits am 3. Juni 1942 musste eine der beiden Glocken für Kriegszwecke abgegeben werden. Am 22. September 1943 wurde die Kirche bei den Luftangriffen auf Hannover beschädigt.
Am 29. April 1973 wurde neben der Kirche das Josef-Godehard-Heim als Pfarrheim eingeweiht. Seit dem 1. Januar 1982 gehört die Kirche zur Pfarrgemeinde St. Oliver in Laatzen, bis dahin gehörte sie zur Pfarrgemeinde in Ruthe. Am 1. Mai 2007 wechselte die Dekanatszugehörigkeit der Kirche vom Dekanat Hannover-Mitte/Süd zum damals neu gegründeten Dekanat Hannover.

## Architektur und Ausstattung
Die Kirche wurde nach Plänen des Hildesheimer Architekten Johannes Fricke als einschiffiger Ziegelbau errichtet. Den Altarraum dominiert ein Kruzifix, Statuen zeigen Maria und Josef.